# Palais des rois Bell
Le palais des rois Bell, est à l'origine la résidence royale de la dynastie Bell, édifié au début du XXe siècle, pendant la colonisation allemande, il est situé dans le centre historique de la ville de Douala au Cameroun.

## Situation
Il s'élève au cœur du quartier historique et administratif de Bonanjo, ancien plateau Joss, dans la commune d'arrondissement de Douala I.

## Histoire
Construit en 1905 par les bâtisseurs allemands pour le roi Auguste Manga Ndumbe, il s'impose encore aujourd'hui dans le paysage de la ville de Douala. Cette résidence a hébergé la dynastie des rois Bell.
Il est communément appelé « la Pagode », d'après le nom que lui a attribué l'écrivain français Louis-Ferdinand Céline (qui a séjourné au Cameroun en 1916-1917) dans son roman Voyage au bout de la nuit.
Après Auguste Manga Ndumbe, 11e souverain de la dynastie Bell (1897-1908), son fils Rudolf Douala Manga Bell, né en 1872, lui succède en 1908 et habite ce bâtiment jusqu'à son arrestation en juillet 1914. 

## Architecture
Son architecture particulière marquée, par une succession de toitures fait de lui un monument original d'où le nom La Pagode. Cette bâtisse abrite en son sommet une espèce de balcon qui, selon les riverains, servait d'estrade pour le chef lorsqu'il convoquait une réunion ou voulait s'adresser au peuple.

## Galerie

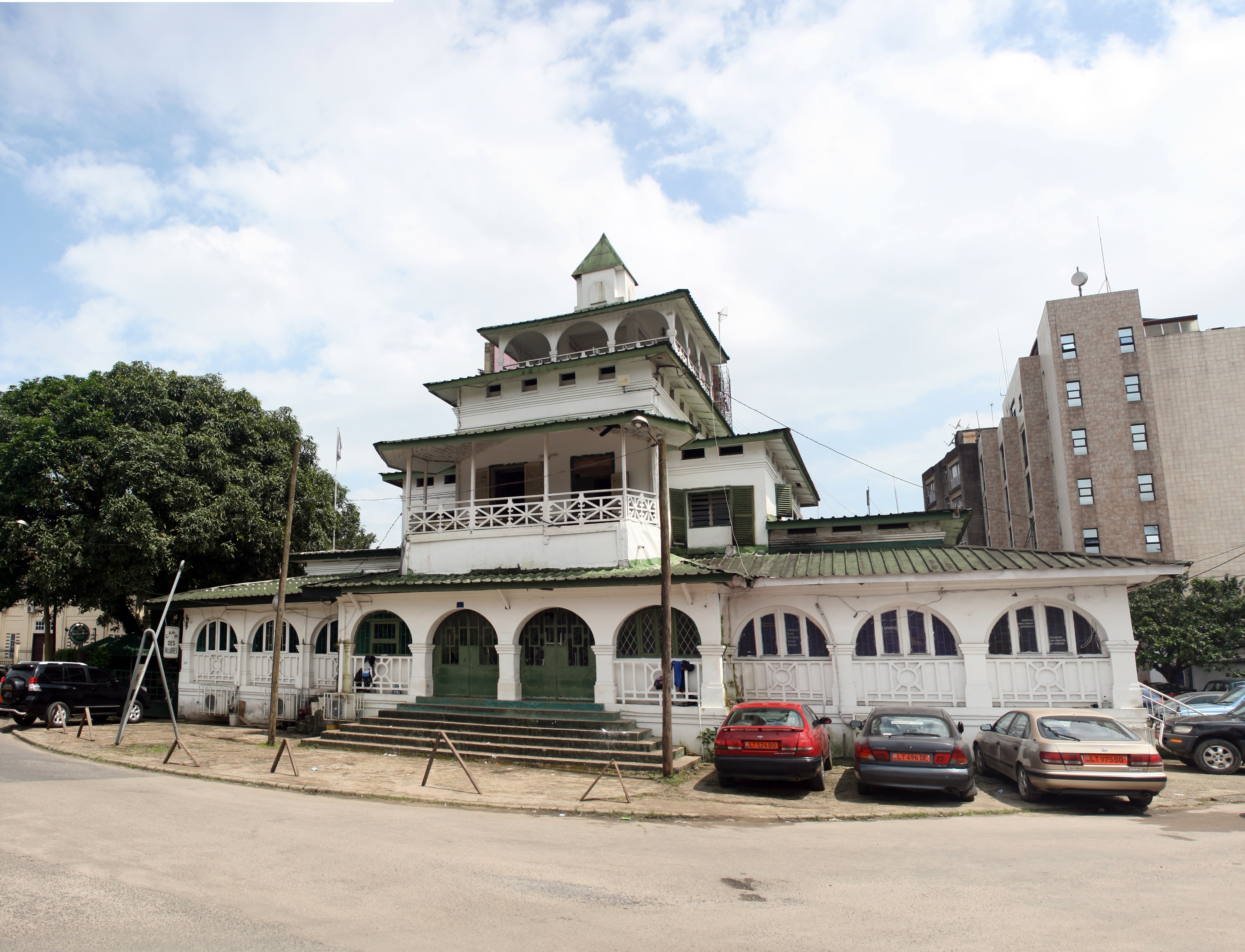
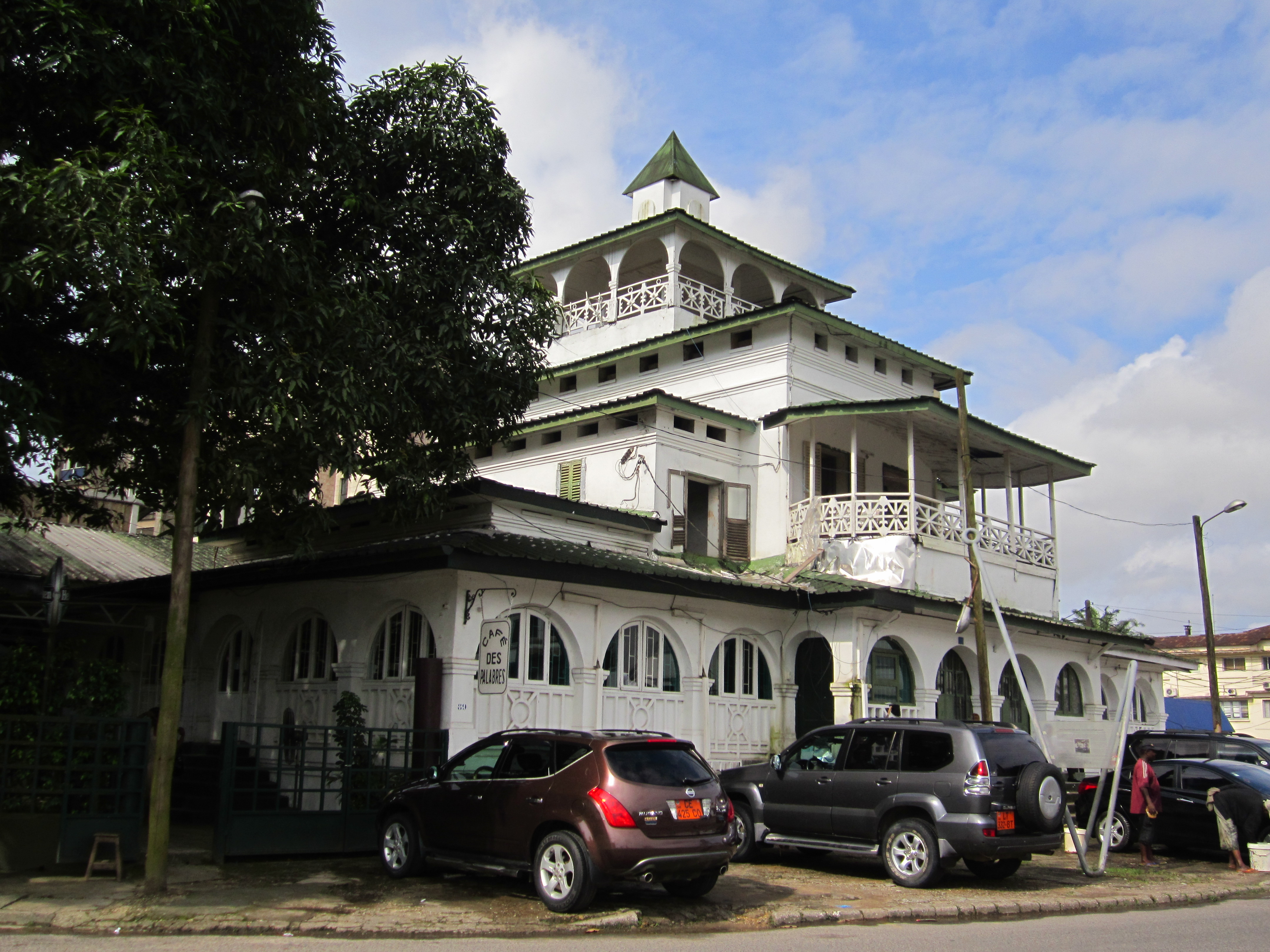
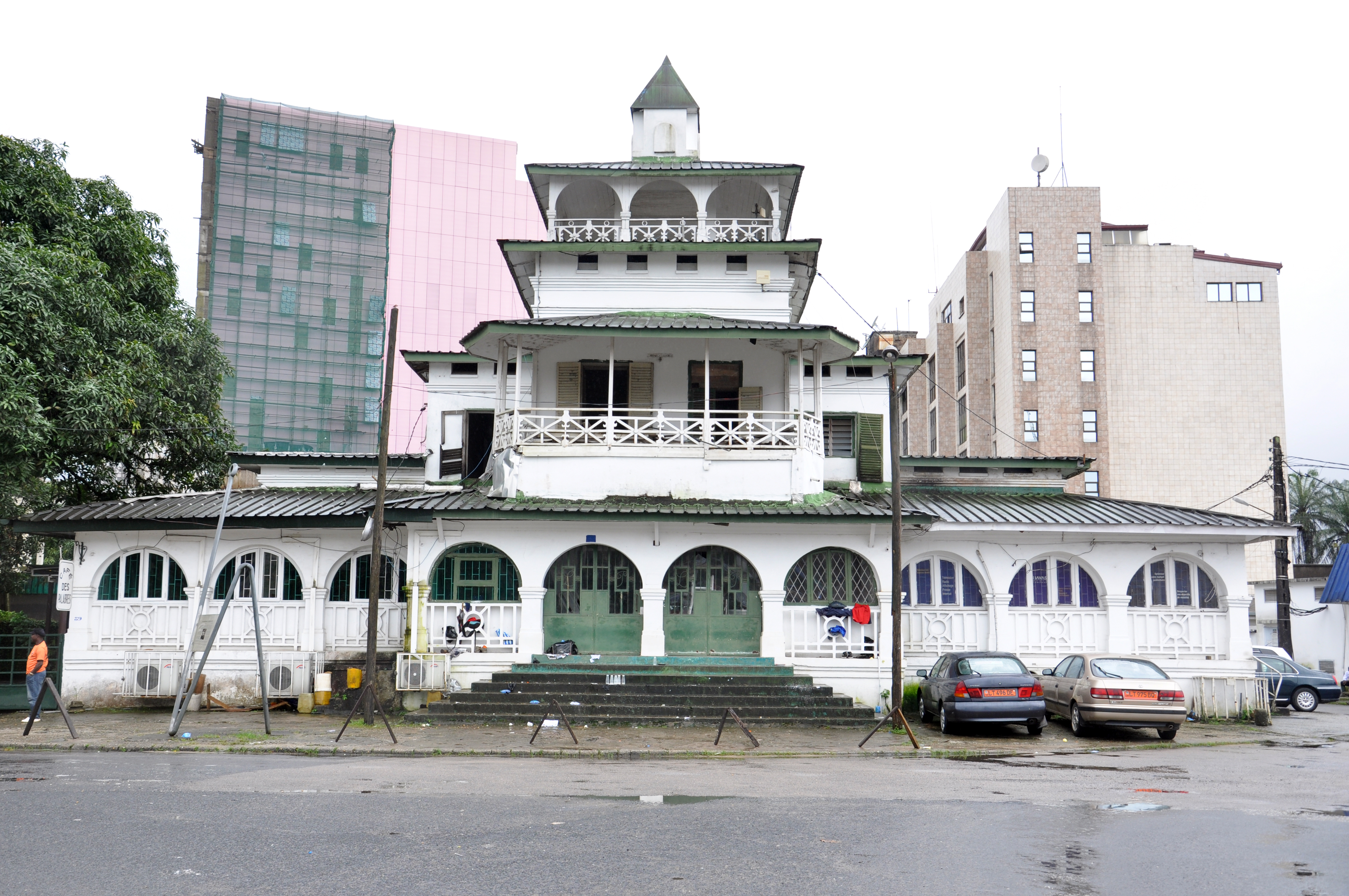
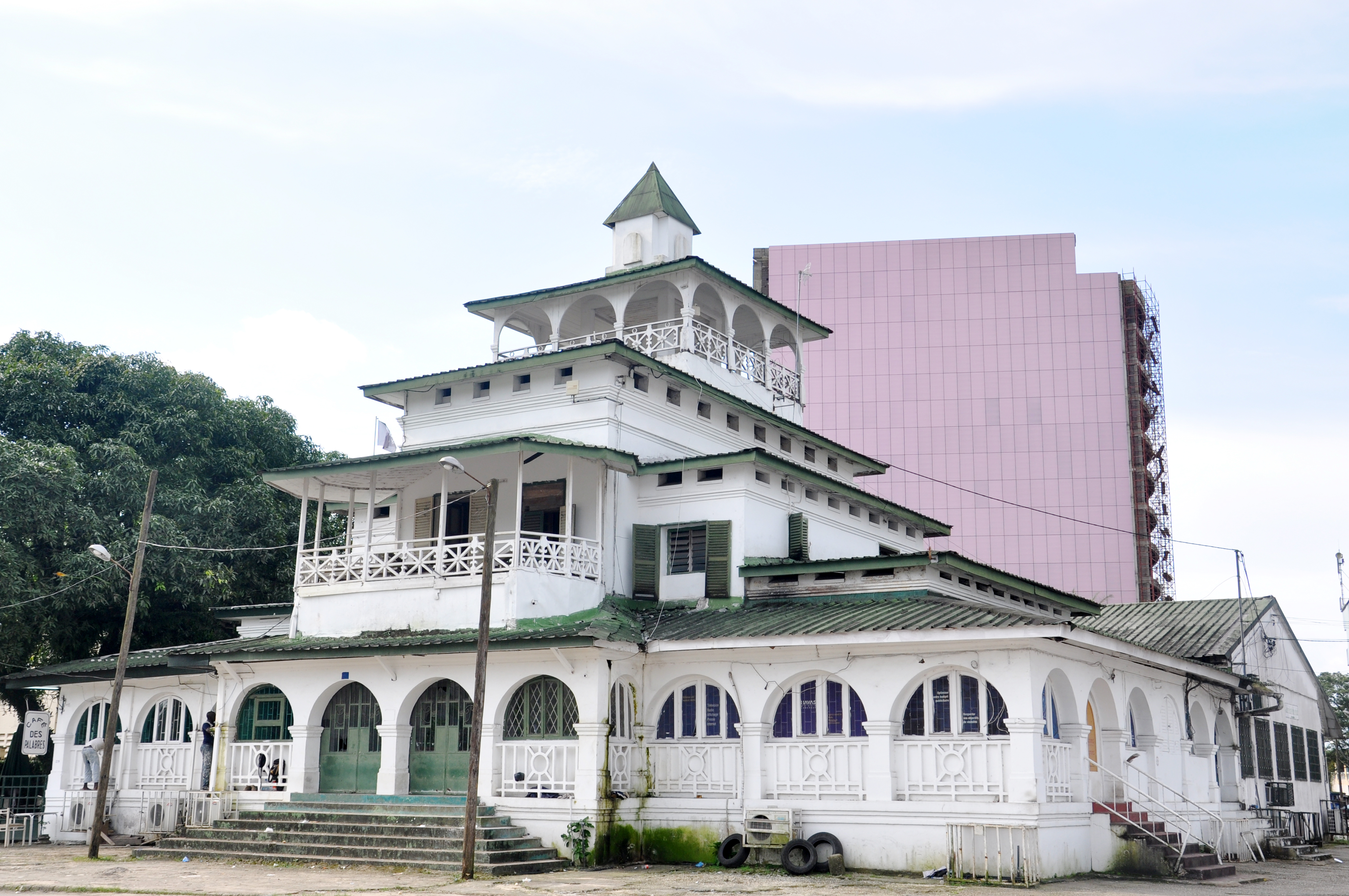